# Pareulype
Pareulype is een geslacht van vlinders van de familie spanners (Geometridae), uit de onderfamilie Larentiinae.

## Soorten
- P. berberata

Berberisspanner (Denis & Schiffermüller, 1775)
- P. casearia (Constant, 1884)
- P. consanguinea Butler, 1898
- P. lasithiotica (Rebel, 1906)
- P. neurbouaria Oberthür, 1893
- P. onoi Inoue, 1965